# Hielo de espín
Se conoce como hielos de espín a una clase de sistemas magnéticos que presentan una gran entropía residual a bajas temperaturas, esto es, un gran número de estados de la misma energía que llevan a un desorden irresoluble, en semejanza y por mecanismos similares a la que presenta el hielo de agua pura. Estos sistemas presentan frustración geométrica, esto es, por su estructura mantienen grados de libertad de espín que les llevan a un estado fundamental degenerado. 
Recientemente, se han llevado a cabo experimentos que apuntan a la existencia de monopolos magnéticos sin confinar en estos materiales, con propiedades análogas a las de los hipotéticos monopolos magnéticos que se postula puedan existir en el vacío.
El mismo tipo de efecto fue postulado inicialmente para el hielo de agua por Linus Pauling en 1935, al notar que su estructura exhibía grados de libertad que podrían existir incluso en cero absoluto. Esto es, que incluso al enfriar agua a cero absoluto, se esperaría que el hielo tuviera una entropía residual (por ejemplo, aleatoriedad intrínseca). Esto es el resultado de que la estructura del hielo contiene átomos de oxígeno con cuatro átomos de hidrógeno vecinos. Para cada átomo de oxígeno, dos de los hidrógenos se encuentran más cerca (formando la molécula tradicional de H2O), y los otros dos se encuentran más alejados (siendo los átomos de hidrógeno vecinos de las moléculas de agua). Lo que Pauling notó fue que el número de configuraciones que se conformaban con esta regla de "dos cerca dos lejos" no era trivial, y, por lo tanto, no se esperaba que la entropía del hielo fuera trivial. Los hallazgos de Pauling fueron confirmados por experimentación, aunque los cristales de hielo puro de agua son particularmente difíciles de crear. 
Los hielos de espín son materiales que consisten en un tetraedro de iones, de los cuales cada uno no posee un spin de cero, que a su vez satisface la regla dos-cerca, dos-lejos análogo al hielo debido a las interacciones de canje entre iones adyacentes. Estos materiales presentan las mismas propiedades residuales que el hielo de agua. Sin embargo, dependiendo del material, puede ser más fácil crear materiales de hielos de espín que hielos de espín de agua. Además, la interacción de un campo magnético con los espines convierten a los materiales de hielos de espín en mejores candidatos para examinar la entropía residual que en el hielo de agua.